# Hemisus microscaphus
Hemisus microscaphus är en groddjursart som beskrevs av Laurent 1972. Hemisus microscaphus ingår i släktet Hemisus och familjen Hemisotidae. IUCN kategoriserar arten globalt som livskraftig. Inga underarter finns listade i Catalogue of Life.